# Joe Rosenthal
Joseph John Rosenthal (* 9. Oktober 1911 in Washington, D.C.; † 20. August 2006 in Novato) war ein US-amerikanischer Fotograf. Rosenthals Fotografie Raising the Flag on Iwo Jima wurde weltberühmt und nimmt einen wichtigen Platz im kollektiven Gedächtnis der Vereinigten Staaten von Amerika ein.

## Leben
Joe Rosenthal war Sohn russisch-jüdischer Emigranten. Seine erste Kamera erwarb er im Alter von zwölf Jahren aus einem Katalog im Tausch gegen Coupons für Zigarren. Nach seinem Abschluss auf einer High School 1929 wurde er 1930 als office boy von der Newspaper Enterprise Association in San Francisco eingestellt, zwei Jahre später wurde er Reporter und Fotograf für die Zeitung The San Francisco News. Zur Zeit des Kriegseintritts der USA in den Zweiten Weltkrieg wurde Rosenthal Fotograf in der San-Francisco-Filiale der Agentur Associated Press.
Im Auftrag von Associated Press begleitete er während des Zweiten Weltkriegs die Kampfhandlungen im pazifischen Raum. Für seine Fotografie der von sechs amerikanischen Soldaten gehissten Fahne auf dem Vulkan Suribachi, Iwojima, am 23. Februar 1945, erhielt er den Pulitzer-Preis. Die Aufnahme war nicht gestellt. Später jedoch wurde ihm der Vorwurf einer nachträglichen Inszenierung gemacht. Das Foto der „Flag Raisers“, das von der New York Times zwei Tage nach dem Ereignis gedruckt wurde, ist für viele Amerikaner das visuelle Symbol für den Zweiten Weltkrieg schlechthin. Nach dem Foto wurde das United States Marine Corps War Memorial in Washington gestaltet. Nach dem Kriegsende arbeitete Rosenthal für die Zeitung San Francisco Chronicle.

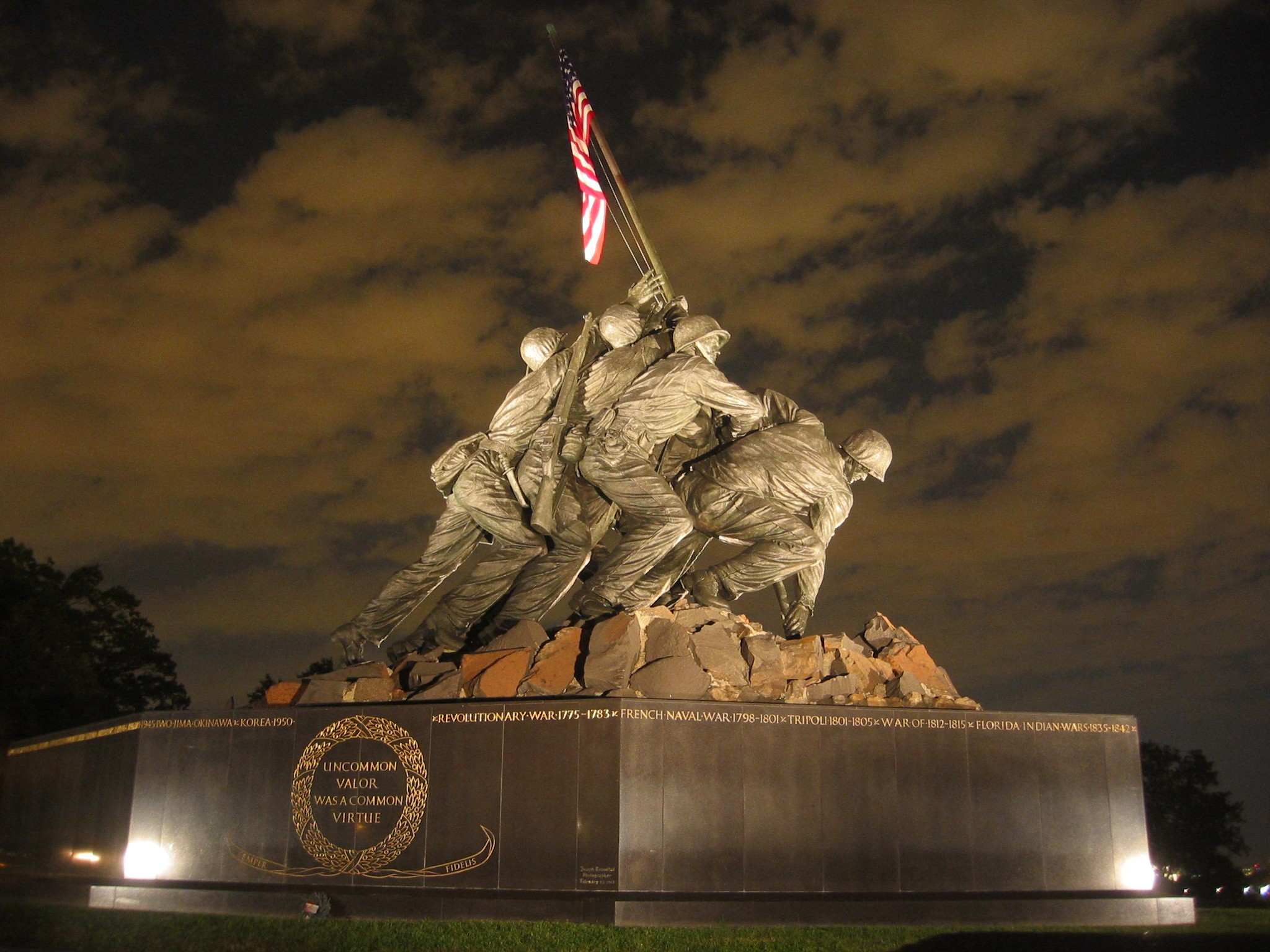
War Memorial bei Nacht

Im Alter von 94 Jahren starb Rosenthal in einer Einrichtung für betreutes Wohnen in Novato, einer nördlich von San Francisco gelegenen Stadt. Clint Eastwood drehte über die Geschichte des Flag-Raisers-Fotos den Film Flags of Our Fathers, der am 20. Oktober 2006 in den US-Kinos anlief.